# Agatovo
Agatovo (bulgariska: Агатово) är ett distrikt i Bulgarien.   Det ligger i kommunen Obsjtina Sevlievo och regionen Gabrovo, i den centrala delen av landet, 140 kilometer öster om huvudstaden Sofia.
Omgivningarna runt Agatovo är en mosaik av jordbruksmark och naturlig växtlighet. Runt Agatovo är det ganska glesbefolkat, med 36 invånare per kvadratkilometer.